# National Press Photographers Association
 (décembre 2021).
Si vous disposez d'ouvrages ou d'articles de référence ou si vous connaissez des sites web de qualité traitant du thème abordé ici, merci de compléter l'article en donnant les références utiles à sa vérifiabilité et en les liant à la section « Notes et références ».
La National Press Photographers Association (NPPA) est une association de photographes, vidéastes, éditeurs et étudiants dans le domaine du photojournalisme. Elle a été fondée en 1947[réf. nécessaire] et a son siège social à Durham (Caroline du Nord).

## Prix NPPA
Chaque année, la National Press Photographers Association organise le concours « The Best of Journalism » et récompense des photographes dans le monde,.